# Barlau
Die Barlau ist ein Nebenfluss der Luhnau im Kreis Rendsburg-Eckernförde in Schleswig-Holstein.
Der Fluss hat eine Länge von ca. 4 km, entspringt östlich des Nienborsteler Ortsteils Barlohe durch den Zusammenfluss von Helenaue und Rüterbek. Sie mündet westlich von Stafstedt nahe der B77 in die Luhnau. Kleinere Nebengewässer sind Stehweddelbach und Limbrookgraben.